# IndyCar Series 2020

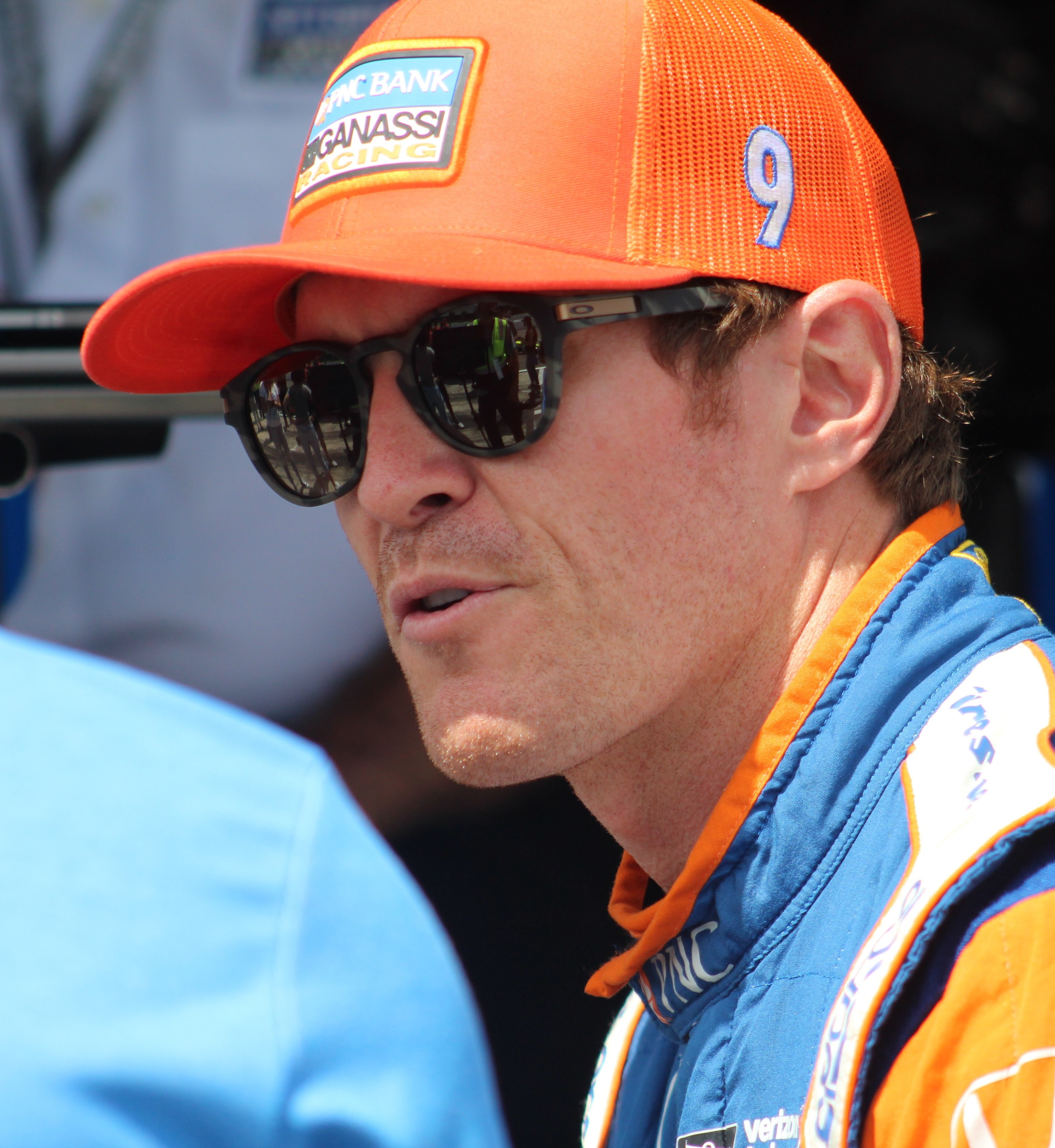
Scott Dixon (Chip Ganassi Racing) è il vincitore della stagione 2020 della NTT Indycar Series. Per lui si tratta del sesto titolo.

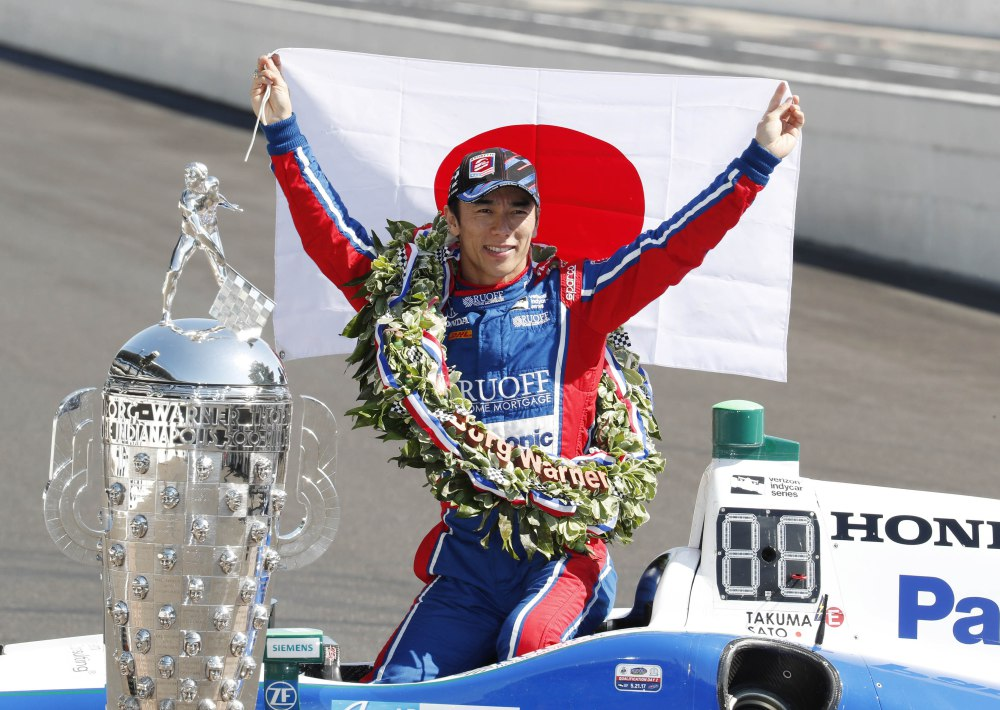
Takuma Sato (RLL Rahal Letterman Lanigan Racing) è il vincitore della Indy 500 nº 104 con la Dallara-Honda IR18 vincendo nell'ovale più importante del mondo per la seconda volta.

La NTT IndyCar Series 2020 è stata la 25ª stagione della IndyCar Series e la 99ª stagione ufficiale del Campionato americano auto da corsa.

## Piloti e team
Tutti i team utilizzano il telaio Dallara IR18 e pneumatici Firestone.
| Team                                                        | Motore    | Nº | Piloti             | Round         |
| ----------------------------------------------------------- | --------- | -- | ------------------ | ------------- |
| A. J. Foyt Enterprises                                      | Chevrolet | 4  | Charlie Kimball    | Tutti         |
| A. J. Foyt Enterprises                                      | Chevrolet | 14 | Tony Kanaan        | 1, 5–9        |
| A. J. Foyt Enterprises                                      | Chevrolet | 14 | Sébastien Bourdais | 12–14         |
| A. J. Foyt Enterprises                                      | Chevrolet | 14 | Dalton Kellett R   | 2–4, 10–11    |
| A. J. Foyt Enterprises                                      | Chevrolet | 41 | Dalton Kellett R   | 7, 12–13      |
| Andretti Autosport                                          | Honda     | 26 | Zach Veach         | 1–11          |
| Andretti Autosport                                          | Honda     | 26 | James Hinchcliffe  | 12–14         |
| Andretti Autosport                                          | Honda     | 27 | Alexander Rossi    | Tutti         |
| Andretti Autosport                                          | Honda     | 28 | Ryan Hunter-Reay   | Tutti         |
| Andretti Autosport                                          | Honda     | 29 | James Hinchcliffe  | 1–2, 7        |
| Andretti Harding Steinbrenner Autosport                     | Honda     | 88 | Colton Herta       | Tutti         |
| Andretti Herta Autosport w/ Marco Andretti & Curb-Agajanian | Honda     | 98 | Marco Andretti     | Tutti         |
| Arrow McLaren SP                                            | Chevrolet | 5  | Patricio O'Ward    | Tutti         |
| Arrow McLaren SP                                            | Chevrolet | 7  | Oliver Askew R     | 1–11, 14      |
| Arrow McLaren SP                                            | Chevrolet | 7  | Hélio Castroneves  | 12–13         |
| Arrow McLaren SP                                            | Chevrolet | 66 | Fernando Alonso R  | 7             |
| Carlin                                                      | Chevrolet | 59 | Conor Daly         | 1, 5–6, 8–9   |
| Carlin                                                      | Chevrolet | 59 | Max Chilton        | 2–4, 7, 10–14 |
| Chip Ganassi Racing                                         | Honda     | 8  | Marcus Ericsson    | Tutti         |
| Chip Ganassi Racing                                         | Honda     | 9  | Scott Dixon        | Tutti         |
| Chip Ganassi Racing                                         | Honda     | 10 | Felix Rosenqvist   | Tutti         |
| Dale Coyne Racing with Rick Ware Racing & Byrd Belardi      | Honda     | 51 | James Davison R    | 7             |
| Dale Coyne Racing with Team Goh                             | Honda     | 55 | Álex Palou R       | Tutti         |
| Dale Coyne Racing with Vasser-Sullivan                      | Honda     | 18 | Santino Ferrucci   | Tutti         |
| DragonSpeed                                                 | Chevrolet | 81 | Ben Hanley R       | 7             |
| Dreyer & Reinbold Racing                                    | Chevrolet | 24 | Sage Karam         | 2, 7, 12–13   |
| Dreyer & Reinbold Racing                                    | Chevrolet | 67 | J. R. Hildebrand   | 7             |
| Ed Carpenter Racing                                         | Chevrolet | 20 | Ed Carpenter       | 1, 5–9        |
| Ed Carpenter Racing                                         | Chevrolet | 20 | Conor Daly         | 2–4, 10–14    |
| Ed Carpenter Racing                                         | Chevrolet | 21 | Rinus VeeKay R     | Tutti         |
| Ed Carpenter Racing                                         | Chevrolet | 47 | Conor Daly         | 7             |
| Meyer Shank Racing                                          | Honda     | 60 | Jack Harvey        | Tutti         |
| Rahal Letterman Lanigan Racing                              | Honda     | 15 | Graham Rahal       | Tutti         |
| Rahal Letterman Lanigan Racing                              | Honda     | 30 | Takuma Satō        | Tutti         |
| Rahal Letterman Lanigan Racing with Citrone/Buhl Autosport  | Honda     | 45 | Spencer Pigot      | 2, 7          |
| Team Penske                                                 | Chevrolet | 1  | Josef Newgarden    | Tutti         |
| Team Penske                                                 | Chevrolet | 3  | Hélio Castroneves  | 7             |
| Team Penske                                                 | Chevrolet | 3  | Scott McLaughlin R | 14            |
| Team Penske                                                 | Chevrolet | 12 | Will Power         | Tutti         |
| Team Penske                                                 | Chevrolet | 22 | Simon Pagenaud     | Tutti         |

## Calendario
Il calendario ha subito diversi aggiustamenti a causa della pandemia di COVID-19.
| Rd. | Data         | Gara                                                 | Circuito                                   | Città          |
| --- | ------------ | ---------------------------------------------------- | ------------------------------------------ | -------------- |
| 1   | 6 giugno     | Genesys 300                                          | O Texas Motor Speedway                     | Fort Worth     |
| 2   | 4 luglio     | GMR Grand Prix                                       | S Indianapolis Motor Speedway Road Course  | Speedway       |
| 3   | 11 luglio    | REV Group Grand Prix Presented by AMR Doubleheader   | S Road America                             | Elkhart Lake   |
| 4   | 12 luglio    | REV Group Grand Prix Presented by AMR Doubleheader   | S Road America                             | Elkhart Lake   |
| 5   | 17 luglio    | Iowa INDYCAR 250s                                    | O Iowa Speedway                            | Newton         |
| 6   | 18 luglio    | Iowa INDYCAR 250s                                    | O Iowa Speedway                            | Newton         |
| 7   | 23 agosto    | 104ª 500 Miglia di Indianapolis                      | O Indianapolis Motor Speedway              | Speedway       |
| 8   | 29 agosto    | Bommarito Automotive Group Race to MEGA Savings 250s | O World Wide Technology Raceway at Gateway | Madison        |
| 9   | 30 agosto    | Bommarito Automotive Group Race to MEGA Savings 250s | O World Wide Technology Raceway at Gateway | Madison        |
| 10  | 12 settembre | Honda Indy 200 at Mid-Ohio                           | S Mid-Ohio Sports Car Course               | Lexington      |
| 11  | 13 settembre | Honda Indy 200 at Mid-Ohio                           | S Mid-Ohio Sports Car Course               | Lexington      |
| 12  | 2 ottobre    | INDYCAR Harvest Twin GP                              | S Indianapolis Motor Speedway Road Course  | Speedway       |
| 13  | 3 ottobre    | INDYCAR Harvest Twin GP                              | S Indianapolis Motor Speedway Road Course  | Speedway       |
| 14  | 25 ottobre   | Firestone Grand Prix of St. Petersburg               | C Streets of St. Petersburg                | St. Petersburg |

     Ovale corto/Superspeedway
     Circuito stradale
     Circuito cittadino

## Risultati della stagione

### Risultati delle gare
| Round | Gara             | Pole position   | Giro più veloce   | Più giri condotti | Vincitore        | Vincitore                               | Vincitore | Resoconto |
| Round | Gara             | Pole position   | Giro più veloce   | Più giri condotti | Pilota           | Squadra                                 | Motore    | Resoconto |
| ----- | ---------------- | --------------- | ----------------- | ----------------- | ---------------- | --------------------------------------- | --------- | --------- |
| 1     | Texas            | Josef Newgarden | Felix Rosenqvist  | Scott Dixon       | Scott Dixon      | Chip Ganassi Racing                     | Honda     | Resoconto |
| 2     | Indianapolis GP  | Will Power      | Scott Dixon       | Will Power        | Scott Dixon      | Chip Ganassi Racing                     | Honda     | Resoconto |
| 3     | Road America 1   | Josef Newgarden | Marco Andretti    | Josef Newgarden   | Scott Dixon      | Chip Ganassi Racing                     | Honda     | Resoconto |
| 4     | Road America 2   | Patricio O'Ward | Felix Rosenqvist  | Patricio O'Ward   | Felix Rosenqvist | Chip Ganassi Racing                     | Honda     | Resoconto |
| 5     | Iowa 1           | Conor Daly      | Conor Daly        | Simon Pagenaud    | Simon Pagenaud   | Team Penske                             | Chevrolet | Resoconto |
| 6     | Iowa 2           | Josef Newgarden | Josef Newgarden   | Josef Newgarden   | Josef Newgarden  | Team Penske                             | Chevrolet | Resoconto |
| 7     | Indianapolis 500 | Marco Andretti  | James Hinchcliffe | Scott Dixon       | Takuma Satō      | Rahal Letterman Lanigan Racing          | Honda     | Resoconto |
| 8     | Gateway 1        | Will Power      | Takuma Satō       | Patricio O'Ward   | Scott Dixon      | Chip Ganassi Racing                     | Honda     | Resoconto |
| 9     | Gateway 2        | Takuma Satō     | Álex Palou        | Takuma Satō       | Josef Newgarden  | Team Penske                             | Chevrolet | Resoconto |
| 10    | Mid-Ohio 1       | Will Power      | Patricio O'Ward   | Will Power        | Will Power       | Team Penske                             | Chevrolet | Resoconto |
| 11    | Mid-Ohio 2       | Colton Herta    | Scott Dixon       | Colton Herta      | Colton Herta     | Andretti Harding Steinbrenner Autosport | Honda     | Resoconto |
| 12    | Harvest GP 1     | Rinus VeeKay    | Rinus VeeKay      | Josef Newgarden   | Josef Newgarden  | Team Penske                             | Chevrolet | Resoconto |
| 13    | Harvest GP 2     | Will Power      | Simon Pagenaud    | Will Power        | Will Power       | Team Penske                             | Chevrolet | Resoconto |
| 14    | St. Petersburg   | Will Power      | Marcus Ericsson   | Alexander Rossi   | Josef Newgarden  | Team Penske                             | Chevrolet | Resoconto |

### Sistema di punteggio
| Risultato | 1º | 2º | 3º | 4º | 5º | 6º | 7º | 8º | 9º | 10º | 11º | 12º | 13º | 14º | 15º | 16º | 17º | 18º | 19º | 20º | 21º | 22º | 23º | 24º | 25º+ | Almeno un giro in testa | Più giri in testa | Pole Position |
| Punti     | 40 | 30 | 25 | 22 | 20 | 18 | 16 | 14 | 12 | 10  | 9   | 8   | 7   | 6   | 5   | 4   | 3   | 2   | 1   | 0   |     |     |     |     |      |                         |                   |               |

- Saranno assegnati punti doppi alla 500 Miglia di Indianapolis 2020.
- Una sostituzione del motore comporterà la perdita di 10 punti nella classifica piloti e nella classifica costruttori.
- Per le qualifiche della 500 Miglia di Indianapolis verranno assegnati punti per la classifica costruttori e per la classifica piloti in base ai risultati delle qualifiche finali come segue: Il costruttore e il pilota più veloce in qualifica (pole sitter) riceverà 9 punti, il secondo più veloce riceverà 8 punti e i punti assegnati diminuiranno di un punto fino al nono più veloce (1 punto).

### Classifica piloti
| Pos | Pilota             | TEX | IMS  | ROA  | ROA | IOW | IOW | INDY | GTW | GTW | MDO | MDO | IMS | IMS | STP  | Pti |
| --- | ------------------ | --- | ---- | ---- | --- | --- | --- | ---- | --- | --- | --- | --- | --- | --- | ---- | --- |
| 1   | Scott Dixon        | 1L* | 1L   | 1L   | 12  | 2   | 5L  | 22L* | 1L  | 5   | 10  | 10  | 9   | 8   | 3    | 537 |
| 2   | Josef Newgarden    | 3L  | 7L   | 14L* | 9   | 5L  | 1L* | 5    | 12  | 1L  | 2   | 8   | 1L* | 4   | 1L   | 521 |
| 3   | Colton Herta       | 7   | 4    | 5    | 5   | 20  | 19  | 8L   | 4   | 6L  | 9L  | 1L* | 4L  | 2   | 11L  | 421 |
| 4   | Patricio O'Ward    | 12  | 8    | 8    | 2L* | 4L  | 12L | 6    | 3L* | 2L  | 11  | 9   | 22  | 5   | 2    | 416 |
| 5   | Will Power         | 13  | 20L* | 2L   | 11L | 21  | 2L  | 14L  | 17L | 3L  | 1L* | 7   | 6   | 1L* | 24L  | 396 |
| 6   | Graham Rahal       | 17  | 2L   | 7L   | 23  | 12  | 3L  | 38   | 18  | 20  | 4   | 4L  | 7L  | 7   | 9L   | 377 |
| 7   | Takuma Satō        | DNS | 10   | 9    | 8   | 10L | 21  | 13L  | 2L  | 9L* | 17  | 18L | 18  | 14  | 10   | 348 |
| 8   | Simon Pagenaud     | 2   | 3    | 12   | 13  | 1L* | 4   | 22L  | 19  | 16  | 18  | 6   | 16  | 10  | 6    | 339 |
| 9   | Alexander Rossi    | 15  | 25   | 19   | 3   | 6   | 8   | 279L | 22  | 14  | 3L  | 2   | 2   | 3   | 21L* | 317 |
| 10  | Ryan Hunter-Reay   | 8   | 13   | 4    | 22  | 16  | 22L | 105  | 7   | 11  | 5   | 3   | 19  | 16  | 5    | 315 |
| 11  | Felix Rosenqvist   | 20  | 15   | 18   | 1L  | 14L | 15  | 12L  | 8L  | 7   | 6   | 22  | 5L  | 11  | 18   | 306 |
| 12  | Marcus Ericsson    | 19  | 6L   | 10L  | 4   | 9   | 9   | 32   | 5   | 23  | 15  | 5L  | 10  | 15  | 7    | 291 |
| 13  | Santino Ferrucci   | 21  | 9    | 6    | 6   | 13  | 18  | 4L   | 16L | 10  | 14  | 14  | 15L | 12  | 23   | 290 |
| 14  | Rinus VeeKay RY    | 22  | 5    | 13   | 14  | 19  | 17  | 204  | 6   | 4   | 8   | 11  | 3L  | 17  | 15   | 289 |
| 15  | Jack Harvey        | 16  | 17L  | 23   | 17  | 7   | 7   | 9    | 11  | 13  | 7   | 12  | 8   | 6   | 19   | 288 |
| 16  | Álex Palou R       | 23  | 19   | 3    | 7   | 11  | 14  | 287  | 15  | 12  | 12  | 23  | 17  | 9   | 13L  | 238 |
| 17  | Conor Daly         | 6   | 12   | 21   | 18  | 8L  | 13L | 29   | 10  | 8   | 13  | 16  | 12  | 20  | 17   | 237 |
| 18  | Charlie Kimball    | 11  | 18   | 11   | 10  | 17  | 16  | 18   | 13  | 18  | 21  | 19  | 13  | 23  | 8    | 218 |
| 19  | Oliver Askew R     | 9   | 26   | 15   | 21  | 3   | 6L  | 30L  | 14  | 17  | 19  | 15  |     |     | 16   | 195 |
| 20  | Marco Andretti     | 14  | 22   | 22   | 19  | 22  | 10  | 131  | 23  | 15  | 23  | 20  | 25  | 22  | 20   | 176 |
| 21  | Zach Veach         | 4L  | 14L  | 16   | 16  | 23  | 20  | 15L  | 21  | 22  | 20  | 17  |     |     |      | 166 |
| 22  | Max Chilton        |     | 16   | 17   | 15  |     |     | 17   |     |     | 16  | 13  | 11  | 19  | 12   | 147 |
| 23  | James Hinchcliffe  | 18  | 11   |      |     |     |     | 76L  |     |     |     |     | 14  | 13  | 14L  | 138 |
| 24  | Tony Kanaan        | 10  |      |      |     | 18  | 11  | 19   | 9   | 19  |     |     |     |     |      | 106 |
| 25  | Ed Carpenter       | 5   |      |      |     | 15  | 23  | 26   | 20  | 21  |     |     |     |     |      | 81  |
| 26  | Dalton Kellett R   |     | 21   | 20   | 20  |     |     | 31   |     |     | 22  | 21  | 24  | 25  |      | 67  |
| 27  | Hélio Castroneves  |     |      |      |     |     |     | 11   |     |     |     |     | 20  | 21  |      | 57  |
| 28  | Sébastien Bourdais |     |      |      |     |     |     |      |     |     |     |     | 21  | 18  | 4    | 53  |
| 29  | Sage Karam         |     | 23   |      |     |     |     | 24   |     |     |     |     | 23  | 24  |      | 32  |
| 30  | J. R. Hildebrand   |     |      |      |     |     |     | 16   |     |     |     |     |     |     |      | 28  |
| 31  | Fernando Alonso R  |     |      |      |     |     |     | 21   |     |     |     |     |     |     |      | 18  |
| 32  | Spencer Pigot      |     | 24L  |      |     |     |     | 25   |     |     |     |     |     |     |      | 17  |
| 33  | Ben Hanley R       |     |      |      |     |     |     | 23   |     |     |     |     |     |     |      | 14  |
| 34  | James Davison R    |     |      |      |     |     |     | 33   |     |     |     |     |     |     |      | 10  |
| 35  | Scott McLaughlin R |     |      |      |     |     |     |      |     |     |     |     |     |     | 22   | 8   |
| Pos | Pilota             | TEX | IMS  | ROA  | ROA | IOW | IOW | INDY | GTW | GTW | MDO | MDO | IMS | IMS | STP  | Pti |

| Colore  | Risultato                 |
| ------- | ------------------------- |
| Oro     | Vincitore                 |
| Argento | 2º posto                  |
| Bronzo  | 3º posto                  |
| Verde   | 4º e 5º posto             |
| Celeste | 6º-10º posto              |
| Blu     | Finita fuori dalla top 10 |
| Viola   | Non finita                |
| Rosso   | Non qualificato (DNQ)     |
| Marrone | Ritirato (Wth)            |
| Nero    | Squalificato (DSQ)        |
| Bianco  | Non partito (DNS)         |
| Bianco  | Gara cancellata (C)       |
| Vuoto   | Non partecipa             |

| Legenda   |                                            |
| Grassetto | Pole position (1 punto; tranne Indy)       |
| Corsivo   | Giro più veloce                            |
| L         | Almeno un giro in testa (1 punto)          |
| *         | Più giri in testa (2 punti)                |
| 1–9       | Indy 500 "Fast Nine" (punti bonus)         |
| c         | Qualifiche cancellate (nessun punto bonus) |
| RY        | Rookie of the Year                         |
| R         | Rookie                                     |

- Viene assegnato un punto a ogni pilota che comanda almeno un giro. Due punti addizionali vengono assegnati al pilota che ha il maggior numero di giri in prima posizione.
- In tutte le gare, eccetto la 500 Miglia di Indianapolis, il pilota che si qualifica in pole position guadagna un punto.
- Nelle gare con più corse, viene assegnato un punto per la pole position di entrambe le gare.
- Il cambio del motore prima che questo abbia percorso la distanza richiesta comporta la perdita di 10 punti. Nota: la distanza viene calcolata sulla distanza totale percorsa dall'automobile con quel motore, indipendentemente dal pilota al volante.
- I pareggi vengono risolti in base alle vittorie, secondi posti, terzi posti, ecc. infine per il numero di pole position e posizioni in classifica.

### Classifica costruttori motori
| Pos | Costruttore | TEX | IMS | ROA | ROA | IOWA | IOWA | INDY | GTW | GTW | MDO | MDO | IMS | IMS | STP | Pti  |
| --- | ----------- | --- | --- | --- | --- | ---- | ---- | ---- | --- | --- | --- | --- | --- | --- | --- | ---- |
| 1   | Honda       | 1   | 1   | 1   | 1   | 2    | 3    | 1    | 1   | 5   | 3   | 1   | 2   | 2   | 3   | 1122 |
| 1   | Honda       | 4   | 2   | 3   | 3   | 6    | 5    | 2    | 2   | 6   | 4   | 2   | 4   | 3   | 5   | 1122 |
| 1   | Honda       | 87  | 95  | 90  | 90  | 68   | 65   | 98P  | 95  | 59P | 67  | 96P | 72  | 75  | 65  | 1122 |
| 2   | Chevrolet   | 2   | 3   | 2   | 2   | 1    | 1    | 5    | 3   | 1   | 1   | 6   | 1   | 1   | 1   | 1099 |
| 2   | Chevrolet   | 3   | 5   | 8   | 9   | 3    | 2    | 6    | 6   | 2   | 2   | 7   | 3   | 4   | 2   | 1099 |
| 2   | Chevrolet   | 76P | 66P | 65P | 63P | 91P  | 96P  | 58   | 64P | 95  | 96P | 54  | 91P | 88P | 96P | 1099 |

- Tutti i punti validi per la classifica costruttori possono essere guadagnati solo dai partecipanti alla stagione completa.
- I primi due classificati al traguardo di ogni costruttore ottengono punti per il loro rispettivo costruttore. Il costruttore che vince ogni gara riceverà cinque (5) punti aggiuntivi ed è segnato in grassetto.
- In tutte le gare eccetto la 500 Miglia di Indianapolis il costruttore che si qualifica in pole guadagna un (1) punto. Alla 500 Miglia di Indianapolis chi ottiene il giro più veloce al sabato guadagna un (1) punto, mentre per la pole position di domenica guadagna due (2) punti.